# 8.ª etapa de la Vuelta a España 2023
La 8.ª etapa de la Vuelta a España 2023 tuvo lugar el 2 de septiembre de 2023 con inicio en Denia y final en Xorret de Catí, sobre un recorrido de 165 km. El esloveno Primož Roglič del Jumbo-Visma logró la victoria y el francés Lenny Martinez del Groupama-FDJ perdió el liderato en favor del estadounidense Sepp Kuss del Jumbo-Visma.

## Clasificación de la etapa[2]
| Denia - Xorret de Catí | etapa de montaña | (165 km) |

| \| Clasificación de la etapa \| Clasificación de la etapa \| Clasificación de la etapa \| Clasificación de la etapa \| Clasificación de la etapa \| \| Ciclista \| Ciclista \| Equipo \| Tiempo \| \| \| ------------------------- \| ------------------------- \| ------------------------- \| ------------------------- \| ------------------------- \| \| 1.º \| Primož Roglič \| Jumbo-Visma \| 4 h 13 min 52 s \| \| \| 2.º \| Remco Evenepoel \| Soudal Quick-Step \| + 0 s \| \| \| 3.º \| Juan Ayuso \| UAE Team Emirates \| + 0 s \| \| \| 4.º \| Enric Mas \| Movistar Team \| + 2 s \| \| \| 5.º \| Jonas Vingegaard \| Jumbo-Visma \| + 2 s \| \| \| 6.º \| João Almeida \| UAE Team Emirates \| + 2 s \| \| \| 7.º \| Sepp Kuss \| Jumbo-Visma \| + 2 s \| \| \| 8.º \| Marc Soler \| UAE Team Emirates \| + 2 s \| \| \| 9.º \| Wout Poels \| Bahrain Victorious \| + 34 s \| \| \| 10.º \| Aleksandr Vlásov \| Bora-Hansgrohe \| + 39 s \| \| |                  |                    |                 |
| |                  |                    |                 |
| Fuente: ProCyclingStats |                  |                    |                 |
| Clasificación de la etapa |                  |                    |                 |
| Ciclista | Ciclista         | Equipo             | Tiempo          |
| 1.º | Primož Roglič    | Jumbo-Visma        | 4 h 13 min 52 s |
| 2.º | Remco Evenepoel  | Soudal Quick-Step  | + 0 s           |
| 3.º | Juan Ayuso       | UAE Team Emirates  | + 0 s           |
| 4.º | Enric Mas        | Movistar Team      | + 2 s           |
| 5.º | Jonas Vingegaard | Jumbo-Visma        | + 2 s           |
| 6.º | João Almeida     | UAE Team Emirates  | + 2 s           |
| 7.º | Sepp Kuss        | Jumbo-Visma        | + 2 s           |
| 8.º | Marc Soler       | UAE Team Emirates  | + 2 s           |
| 9.º | Wout Poels       | Bahrain Victorious | + 34 s          |
| 10.º | Aleksandr Vlásov | Bora-Hansgrohe     | + 39 s          |

## Clasificaciones al final de la etapa

### Clasificación general[3]
| \| Clasificación general \| Clasificación general \| Clasificación general \| Clasificación general \| Clasificación general \| \| Ciclista \| Ciclista \| Equipo \| Tiempo \| \| \| --------------------- \| --------------------- \| --------------------- \| --------------------- \| --------------------- \| \| 1.º \| Sepp Kuss \| Jumbo-Visma \| 30 h 51 min 06 s \| \| \| 2.º \| Marc Soler \| UAE Team Emirates \| + 43 s \| \| \| 3.º \| Lenny Martinez \| Groupama-FDJ \| + 1 min 00 s \| \| \| 4.º \| Wout Poels \| Bahrain Victorious \| + 2 min 05 s \| \| \| 5.º \| Mikel Landa \| Bahrain Victorious \| + 2 min 29 s \| \| \| 6.º \| Remco Evenepoel \| Soudal Quick-Step \| + 2 min 31 s \| \| \| 7.º \| Primož Roglič \| Jumbo-Visma \| + 2 min 38 s \| \| \| 8.º \| Jonas Vingegaard \| Jumbo-Visma \| + 2 min 42 s \| \| \| 9.º \| Enric Mas \| Movistar Team \| + 2 min 42 s \| \| \| 10.º \| Juan Ayuso \| UAE Team Emirates \| + 2 min 52 s \| \| |                  |                    |                  |
| |                  |                    |                  |
| Fuente: ProCyclingStats |                  |                    |                  |
| Clasificación general |                  |                    |                  |
| Ciclista | Ciclista         | Equipo             | Tiempo           |
| 1.º | Sepp Kuss        | Jumbo-Visma        | 30 h 51 min 06 s |
| 2.º | Marc Soler       | UAE Team Emirates  | + 43 s           |
| 3.º | Lenny Martinez   | Groupama-FDJ       | + 1 min 00 s     |
| 4.º | Wout Poels       | Bahrain Victorious | + 2 min 05 s     |
| 5.º | Mikel Landa      | Bahrain Victorious | + 2 min 29 s     |
| 6.º | Remco Evenepoel  | Soudal Quick-Step  | + 2 min 31 s     |
| 7.º | Primož Roglič    | Jumbo-Visma        | + 2 min 38 s     |
| 8.º | Jonas Vingegaard | Jumbo-Visma        | + 2 min 42 s     |
| 9.º | Enric Mas        | Movistar Team      | + 2 min 42 s     |
| 10.º | Juan Ayuso       | UAE Team Emirates  | + 2 min 52 s     |

### Clasificación por puntos[4]
| Clasificación por puntos | Clasificación por puntos | Clasificación por puntos | Clasificación por puntos | Clasificación por puntos |
| Ciclista                 | Ciclista                 | Equipo                   | Puntos                   |                          |
| ------------------------ | ------------------------ | ------------------------ | ------------------------ | ------------------------ |
| 1.º                      | Kaden Groves             | Alpecin-Deceuninck       | 158 pts                  |                          |
| 2.º                      | Andrea Vendrame          | AG2R Citroën Team        | 66 pts                   |                          |
| 3.º                      | Remco Evenepoel          | Soudal Quick-Step        | 62 pts                   |                          |
| 4.º                      | Andreas Kron             | Lotto Dstny              | 62 pts                   |                          |
| 5.º                      | Geoffrey Soupe           | TotalEnergies            | 61 pts                   |                          |
| 6.º                      | Marc Soler               | UAE Team Emirates        | 60 pts                   |                          |
| 7.º                      | Marijn van den Berg      | EF Education-EasyPost    | 57 pts                   |                          |
| 8.º                      | Edward Theuns            | Lidl-Trek                | 55 pts                   |                          |
| 9.º                      | Juan Sebastián Molano    | UAE Team Emirates        | 48 pts                   |                          |
| 10.º                     | Orluis Aular             | Caja Rural-Seguros RGA   | 47 pts                   |                          |

### Clasificación de la montaña[5]
| Clasificación de la montaña | Clasificación de la montaña | Clasificación de la montaña | Clasificación de la montaña | Clasificación de la montaña |
| Ciclista                    | Ciclista                    | Equipo                      | Puntos                      |                             |
| --------------------------- | --------------------------- | --------------------------- | --------------------------- | --------------------------- |
| 1.º                         | Eduardo Sepúlveda           | Lotto Dstny                 | 21 pts                      |                             |
| 2.º                         | Remco Evenepoel             | Soudal Quick-Step           | 20 pts                      |                             |
| 3.º                         | Jesús Herrada               | Cofidis                     | 12 pts                      |                             |
| 4.º                         | Sepp Kuss                   | Jumbo-Visma                 | 10 pts                      |                             |
| 5.º                         | Jonas Vingegaard            | Jumbo-Visma                 | 10 pts                      |                             |
| 6.º                         | Damiano Caruso              | Bahrain Victorious          | 9 pts                       |                             |
| 7.º                         | Primož Roglič               | Jumbo-Visma                 | 8 pts                       |                             |
| 8.º                         | Thomas de Gendt             | Lotto Dstny                 | 7 pts                       |                             |
| 9.º                         | Javier Romo                 | Astana Qazaqstan Team       | 7 pts                       |                             |
| 10.º                        | Matteo Sobrero              | Team Jayco AlUla            | 6 pts                       |                             |

### Clasificación de los jóvenes[6]
| Clasificación del mejor joven | Clasificación del mejor joven | Clasificación del mejor joven | Clasificación del mejor joven | Clasificación del mejor joven |
| Ciclista                      | Ciclista                      | Equipo                        | Tiempo                        |                               |
| ----------------------------- | ----------------------------- | ----------------------------- | ----------------------------- | ----------------------------- |
| 1.º                           | Lenny Martinez                | Groupama-FDJ                  | 30 h 52 min 06 s              |                               |
| 2.º                           | Remco Evenepoel               | Soudal Quick-Step             | + 1 min 31 s                  |                               |
| 3.º                           | Juan Ayuso                    | UAE Team Emirates             | + 1 min 52 s                  |                               |
| 4.º                           | João Almeida                  | UAE Team Emirates             | + 2 min 09 s                  |                               |
| 5.º                           | Cian Uijtdebroeks             | Bora-Hansgrohe                | + 3 min 08 s                  |                               |
| 6.º                           | Einer Rubio                   | Movistar Team                 | + 4 min 00 s                  |                               |
| 7.º                           | Santiago Buitrago             | Bahrain Victorious            | + 4 min 32 s                  |                               |
| 8.º                           | Attila Valter                 | Jumbo-Visma                   | + 8 min 19 s                  |                               |
| 9.º                           | Michel Ries                   | Arkéa-Samsic                  | + 22 min 14 s                 |                               |
| 10.º                          | Antonio Tiberi                | Bahrain Victorious            | + 23 min 49 s                 |                               |

### Clasificación por equipos[7]
| Clasificación por equipos | Clasificación por equipos | Clasificación por equipos | Clasificación por equipos |
| Equipo                    | Equipo                    | Tiempo                    |                           |
| ------------------------- | ------------------------- | ------------------------- | ------------------------- |
| 1.º                       | Jumbo-Visma               | 92 h 02 min 50 s          |                           |
| 2.º                       | UAE Team Emirates         | + 1 min 12 s              |                           |
| 3.º                       | Bahrain Victorious        | + 2 min 52 s              |                           |
| 4.º                       | Bora-Hansgrohe            | + 11 min 19 s             |                           |
| 5.º                       | Movistar Team             | + 20 min 23 s             |                           |
| 6.º                       | Ineos Grenadiers          | + 26 min 37 s             |                           |
| 7.º                       | Soudal Quick-Step         | + 28 min 57 s             |                           |
| 8.º                       | Groupama-FDJ              | + 37 min 49 s             |                           |
| 9.º                       | Caja Rural-Seguros RGA    | + 41 min 30 s             |                           |
| 10.º                      | EF Education-EasyPost     | + 44 min 44 s             |                           |

## Abandonos
- Pierre Latour se retiró como consecuencia de una caída.
- Samuel Gaze se retiró como consecuencia de una caída.